# Boa Esperança do Iguaçu
Boa Esperança do Iguaçu là một đô thị thuộc bang Paraná, Brasil. Đô thị này có diện tích 151,986 km², dân số năm 2007 là 2919 người, mật độ 16,9 người/km².